# Turku
Turku ou Åbo (finlandês: Turku, PRONÚNCIA; sueco: Åbo, PRONÚNCIA) é uma cidade e comuna do sudoeste da Finlândia, com 206 073 habitantes (2024).
É a mais antiga cidade finlandesa, tendo sido fundada no século XIII.
Está localizada na proximidade da foz do rio Aura, imediatamente antes de este desaguar no mar Báltico. É a capital da região da Finlândia Própria (finlandês: Varsinais-Suomi, sueco: Egentliga Finland), no litoral do sudoeste do país. É uma cidade bilingue, com o finlandêscomo língua maioritária. O finlandês é a língua materna de 80% dos habitantes, enquanto 6% utilizam o sueco como primeira língua (2023). Os habitantes de Turku são chamados turkulaiset (singular: turkulainen) em finlandês.

## História
Åbo foi fundada por bula papal como sé episcopal em 1229. Foi a cidade principal da Finlândia durante o seu período sueco, e a capital da Finlândia até 1812, durante o período russo.

### O Grande Incêndio de Turku
O Grande Incêndio de Turku ocorreu na cidade de Turku em 4 de setembro 1827. Ainda é o maior incêndio urbano da história da Finlândia e dos países nórdicos. A cidade já havia queimado uma vez antes, em 1681. Após o incêndio, uma nova e plano de cidade mais segura foi elaborado por alemão arquiteto Carl Ludvig Engel, que também projetou a capital, Helsinque. Turku permaneceu a maior cidade da Finlândia por mais vinte anos.

## Geografia
Localizado às margens do rio Aura, no sudoeste de Finlândia, Turku cobre uma área de 243 km² (93,8 mi²) de terra. Está nos dois lados do rio. O lado leste, onde está a Catedral de Turku, é popularmente referido como täl pual jokke ("este lado do rio"), enquanto o lado oeste é chamado de tois pual jokke ("outro lado do rio"). O centro da cidade está localizado perto da costa do rio, em âmbos os lados, ainda que o desenvolvimento recentemente esteja se expandindo a oeste.
Há nove pontes no rio Aura. A primeria ponte na área da cidade é conhecida como Pennisilta, foi construída em 1414 e foi demolida. A mais velha das pontes que estão atualmente em Turku é a Auransilta, que foi construída em 1904. A mais nova é a Kirjastosilta (ponte da biblioteca), para os pedestres, a única construída em 2013. Um dos pontos turísticos mais conhecidos é o Föri, uma pequena balsa que transporta pedestres e bicicletas no rio.
A região de Turku é a terceira maior região na Finlândia, depois da Grande Helsínquia e a área ao redor de Tampere.

### Subdivisões
A cidade é dividida em 78 distritos e nove bairros.

### Clima
Turku tem um clima continental. Como muitas cidades da Finlândia do Sul, Turku experimenta o calor do verão, com temperaturas de 25 ºC, e normalmente nos meses de inverno tem ocorrências de neve. O mês que costuma ser mais quente é julho, com uma temperatura média de 17 °C. Em janeiro, pode chegar a -30°C.

## Educação
A cidade conta com várias instituições de ensino superior, como a Academia de Åbo (sueco: Åbo Akademi) e a Universidade de Turku (finlandês: Turun yliopisto).

## Cultura
Mikael Agricola, bispo de Turku, foi o primeiro, em 1554, a utilizar o finlandês como língua escrita, numa tradução da Bíblia.
A cidade é o local de nascimento da cantora e dançarina internacional Joalin Loukamaa, uma integrante do grupo musical global Now United da XIX Entertainment, onde ela é a integrante de número 13 e representa a sua nação de nascimento, a Finlândia.

## Patrimônio histórico, cultural e turístico
A cidade dispõe de um património turístico e cultural, destacando-se:
- Castelo de Turku (finlandês: Turun linna, sueco: Åbo slott); um dos maiores castelos medievais da Escandinávia; século XIII)
- Catedral de Turku (finlandês: Turun tuomiokirkko, sueco: Åbo domkyrka ; igreja matriz da Igreja Evangélica Luterana da Finlândia; construída originalmente em madeira no século XIII)
- Museu de Arte de Turku (finlandês: Turun taidemuseo, sueco: Åbo konstmuseum ; museu de arte, com obras da ”idade de ouro da pintura finlandesa”)
- Teatro da Cidade de Turku (finlandês: Turin Kaupunginteatteri; teatro de língua finlandesa)
- Teatro Sueco de Åbo (sueco: Åbo Svenska Teater ; teatro de língua sueca)

## Desporto
A cidade é sede do clube de futebol FC Inter, assim como do clube de hóquei no gelo HC TPS.